# District de Zofingue
Le district de Zofingue est un district du canton d'Argovie en Suisse.
Le district compte 17 communes pour une superficie de 142,01 km2 et une population de 76 255 habitants (en 2022).

## Communes
| Nom          | N° OFS | Population (décembre 2022) |
| ------------ | ------ | -------------------------- |
| Aarburg      | 4271   | +008 746,                  |
| Bottenwil    | 4273   | +000852,                   |
| Brittnau     | 4274   | +004 130,                  |
| Kirchleerau  | 4275   | +000928,                   |
| Kölliken     | 4276   | +004 757,                  |
| Moosleerau   | 4277   | +000919,                   |
| Murgenthal   | 4279   | +003 064,                  |
| Oftringen    | 4280   | +015 020,                  |
| Reitnau      | 4281   | +001 583,                  |
| Rothrist     | 4282   | +009 565,                  |
| Safenwil     | 4283   | +004 412,                  |
| Staffelbach  | 4284   | +001 342,                  |
| Strengelbach | 4285   | +004 948,                  |
| Uerkheim     | 4286   | +001 391,                  |
| Vordemwald   | 4287   | +001 978,                  |
| Wiliberg     | 4288   | +000167,                   |
| Zofingue     | 4289   | +012 453,                  |
| Total        | Total  | +076 255,                  |